# Giulio Salimei
Giulio Salimei (* 21. Mai 1924 in Rom, Italien; † 3. Januar 1998) war ein italienischer römisch-katholischer Geistlicher und Weihbischof in Rom.

## Leben
Giulio Salimei empfing am 8. April 1950 das Sakrament der Priesterweihe für das Bistum Rom.
Am 6. Oktober 1973 ernannte ihn Papst Paul VI. zum Titularbischof von Vicus Augusti und zum Weihbischof in Rom. Der Kardinalvikar von Rom, Ugo Poletti, spendete ihm am 27. Oktober desselben Jahres in der Lateranbasilika die Bischofsweihe; Mitkonsekratoren waren die Weihbischöfe in Rom, Oscar Zanera und Filippo Pocci.